# Viam
Viam [vjɑ̃] est une commune française située dans le département de la Corrèze en région Nouvelle-Aquitaine.

## Géographie

### Généralités

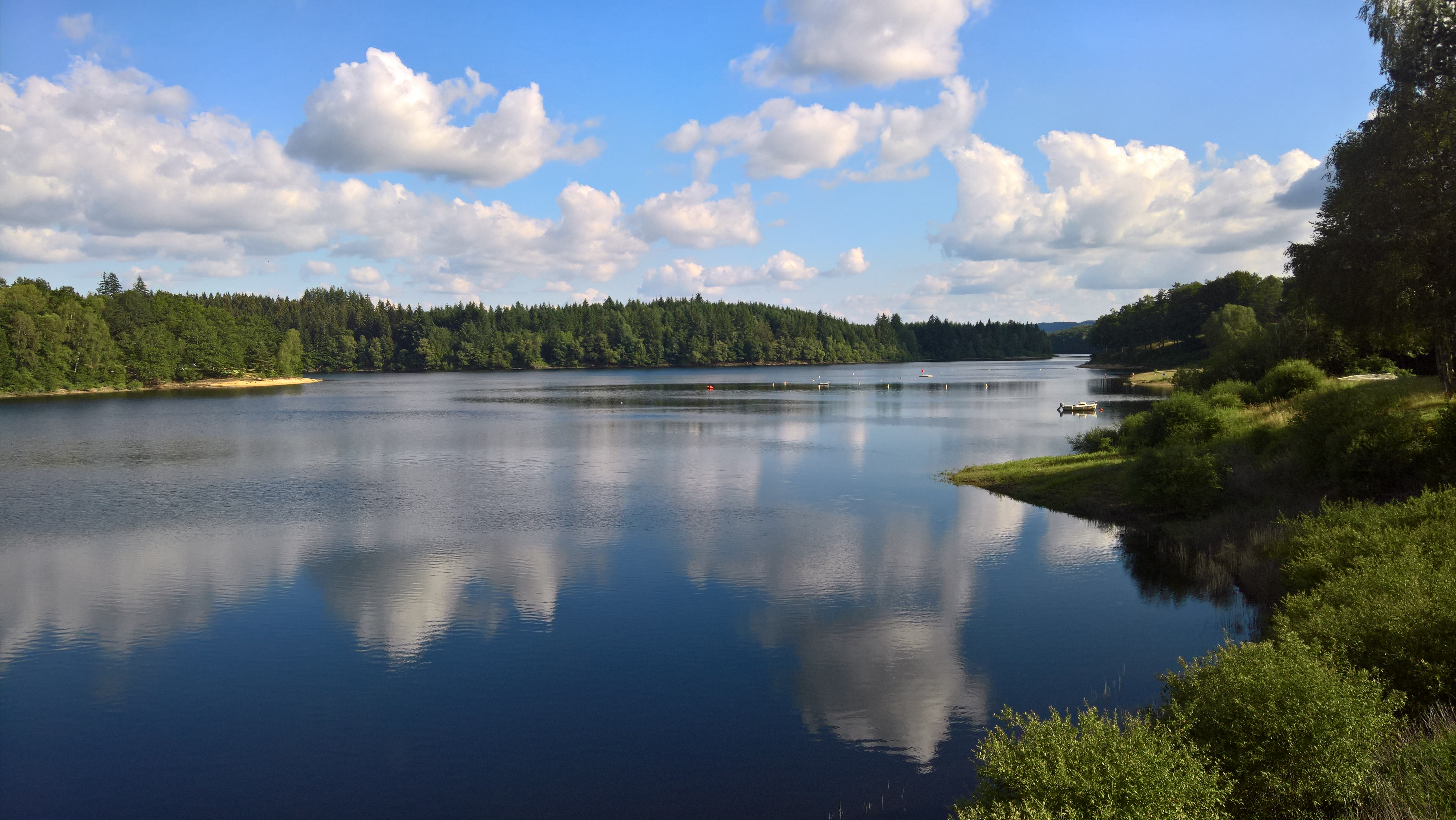
Le lac de Viam vu depuis le bourg.

Dans le nord du département de la Corrèze, la commune de Viam est située sur le plateau de Millevaches et dans le parc naturel régional de Millevaches en Limousin. Le territoire communal s'étire sur 29,99 km2, délimitant une zone de 10 kilomètres de long pour 6 kilomètres de large. Il est arrosé au sud et à l’est par la Vézère et ses affluents ou sous-affluents (ruisseaux des Chèvres, de Condeau, de Plazanet, du Vert, sous les Sucs), ainsi que par le ruisseau du Tronchet au nord-ouest, un sous-affluent de la Vienne. Arrêtée par le barrage de Monceaux la Virolle, la Vézère forme une retenue de 183 hectares, le lac de Viam dont 90 % de la superficie est sur le territoire de la commune.
L'altitude minimale, avec 618 ou 632 mètres, se trouve localisée au sud-ouest, au lieu-dit le Gué, là où la Vézère quitte la commune et sert de limite entre celles de Lestards et de Saint-Hilaire-les-Courbes. L'altitude maximale avec 850 mètres est située dans le nord-est, à moins de cent mètres du territoire de Toy-Viam, au sud de la côte Stazy.
Sur la rive nord-ouest du lac de Viam  et traversé par la route départementale (RD) 160, le petit bourg de Viam est situé, en distances orthodromiques, vingt-deux kilomètres au nord-ouest de Meymac et trente-deux kilomètres au nord-est d'Uzerche.
Dans le nord, la principale voie d'accès à la commune est la RD 979. Au nord de celle-ci, la ligne ferroviaire du Palais à Eygurande - Merlines traverse le territoire communal d'ouest en est sur plus de cinq kilomètres. La gare la plus proche du bourg est celle de Bugeat.
Le sud du territoire communal est parcouru par le sentier de grande randonnée 440B sur plus de deux kilomètres.

### Communes limitrophes

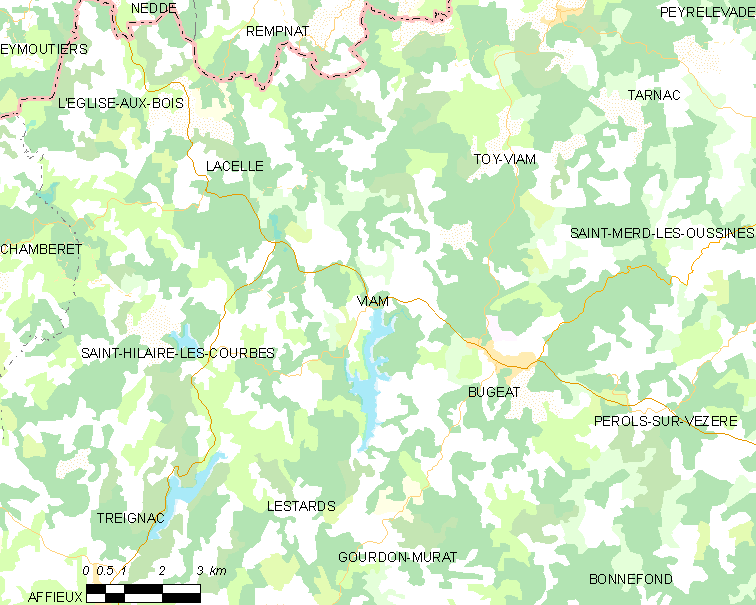
Carte de Viam et des communes avoisinantes.

La commune de Viam est limitrophe de sept autres communes.
| Lacelle                   | Tarnac | Toy-Viam      |
| Saint-Hilaire-les-Courbes | Viam   | Bugeat        |
| Lestards                  |        | Gourdon-Murat |

### Climat
Pour des articles plus généraux, voir Climat de la Nouvelle-Aquitaine et Climat de la Corrèze.
Historiquement, la commune est exposée à un climat montagnard.  
En 2020, Météo-France publie une typologie des climats de la France métropolitaine dans laquelle la commune est exposée à un climat de montagne et est dans la région climatique  Ouest et nord-ouest du Massif Central, caractérisée par une pluviométrie annuelle de 900 à 1 500 mm, maximale en automne et en hiver.
Pour la période 1971-2000, la température annuelle moyenne est de 9,3 °C, avec une amplitude thermique annuelle de 14,5 °C. Le cumul annuel moyen de précipitations est de 1 403 mm, avec 14,4 jours de précipitations en janvier et 8,8 jours en juillet. Pour la période 1991-2020, la température moyenne annuelle observée sur la station météorologique la plus proche, située dans la commune de Peyrelevade à 17 km à vol d'oiseau, est de 9,2 °C et le cumul annuel moyen de précipitations est de 1 338,6 mm,. Pour l'avenir, les paramètres climatiques de la commune estimés pour 2050 selon différents scénarios d’émission de gaz à effet de serre sont consultables sur un site dédié publié par Météo-France en novembre 2022.

## Urbanisme

### Typologie
Au 1er janvier 2024, Viam est catégorisée commune rurale à habitat très dispersé, selon la nouvelle grille communale de densité à 7 niveaux définie par l'Insee en 2022.
Elle est située hors unité urbaine et hors attraction des villes,.

### Occupation des sols
L'occupation des sols de la commune, telle qu'elle ressort de la base de données européenne d’occupation biophysique des sols Corine Land Cover (CLC), est marquée par l'importance des forêts et milieux semi-naturels (58,5 % en 2018), une proportion sensiblement équivalente à celle de 1990 (59 %). La répartition détaillée en 2018 est la suivante : 
forêts (48,7 %), prairies (34,1 %), milieux à végétation arbustive et/ou herbacée (9,8 %), eaux continentales (4,2 %), zones agricoles hétérogènes (3,2 %).
L'évolution de l’occupation des sols de la commune et de ses infrastructures peut être observée sur les différentes représentations cartographiques du territoire : la carte de Cassini (XVIIIe siècle), la carte d'état-major (1820-1866) et les cartes ou photos aériennes de l'IGN pour la période actuelle (1950 à aujourd'hui).

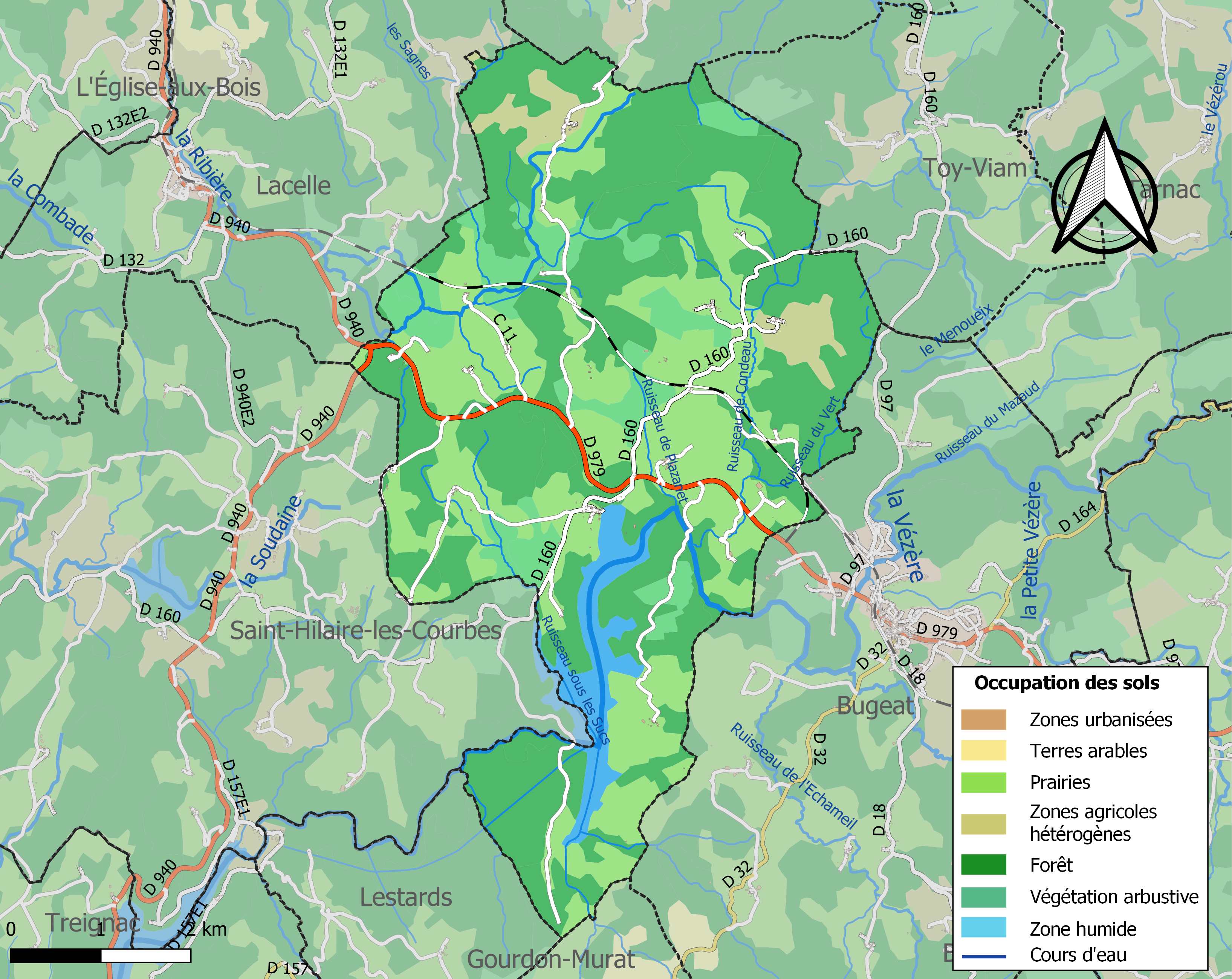
Carte des infrastructures et de l'occupation des sols de la commune en 2018 (CLC).

### Risques majeurs
Le territoire de la commune de Viam est vulnérable à différents aléas naturels : météorologiques (tempête, orage, neige, grand froid, canicule ou sécheresse), feux de forêts et séisme (sismicité très faible). Il est également exposé à un risque technologique, la rupture d'un barrage, et à un risque particulier : le risque de radon. Un site publié par le BRGM permet d'évaluer simplement et rapidement les risques d'un bien localisé soit par son adresse soit par le numéro de sa parcelle.

#### Risques naturels

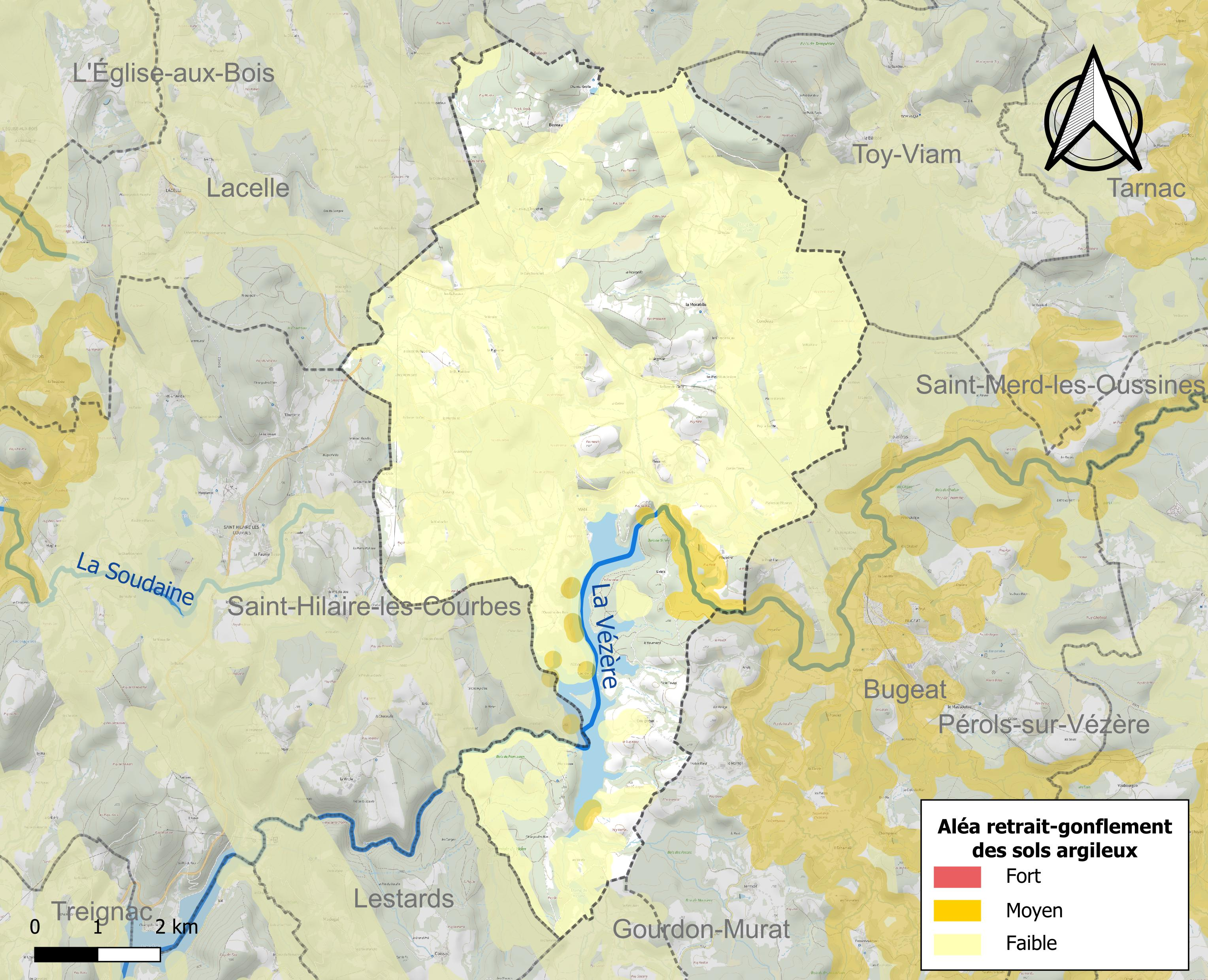
Carte des zones d'aléa retrait-gonflement des sols argileux de Viam.

Le retrait-gonflement des sols argileux est susceptible d'engendrer des dommages importants aux bâtiments en cas d’alternance de périodes de sécheresse et de pluie. 2,8 % de la superficie communale est en aléa moyen ou fort (26,8 % au niveau départemental et 48,5 % au niveau national). Sur les 134 bâtiments dénombrés dans la commune en 2019, un est en aléa moyen ou fort, soit 1 %, à comparer aux 36 % au niveau départemental et 54 % au niveau national. Une cartographie de l'exposition du territoire national au retrait gonflement des sols argileux est disponible sur le site du BRGM,.
Concernant les feux de forêt, aucun plan de prévention des risques incendie de forêt (PPRIF) n’a été établi en Corrèze, néanmoins le code de l’urbanisme impose la prise en compte des risques dans les documents d’urbanisme. Le périmètre des servitudes d'utilité publique et des zones d'obligation légale de débroussaillement pour les particuliers est quant à lui défini pour la commune dans une carte dédiée. 
La commune a été reconnue en état de catastrophe naturelle au titre des dommages causés par les inondations et coulées de boue survenues en 1982 et 1999. Concernant les mouvements de terrains, la commune a été reconnue en état de catastrophe naturelle au titre des dommages causés par des mouvements de terrain en 1999.

#### Risques technologiques
La commune est en outre située en aval du barrage de Monceaux la Virolle, un ouvrage de classe A situé en Corrèze et disposant d'une retenue de 20,5 millions de mètres cubes. À ce titre elle est susceptible d’être touchée par l’onde de submersion consécutive à la rupture de cet ouvrage.

#### Risque particulier
Dans plusieurs parties du territoire national, le radon, accumulé dans certains logements ou autres locaux, peut constituer une source significative d’exposition de la population aux rayonnements ionisants. Certaines communes du département sont concernées par le risque radon à un niveau plus ou moins élevé. Selon la classification de 2018, la commune de Viam est classée en zone 3, à savoir zone à potentiel radon significatif. 

## Histoire

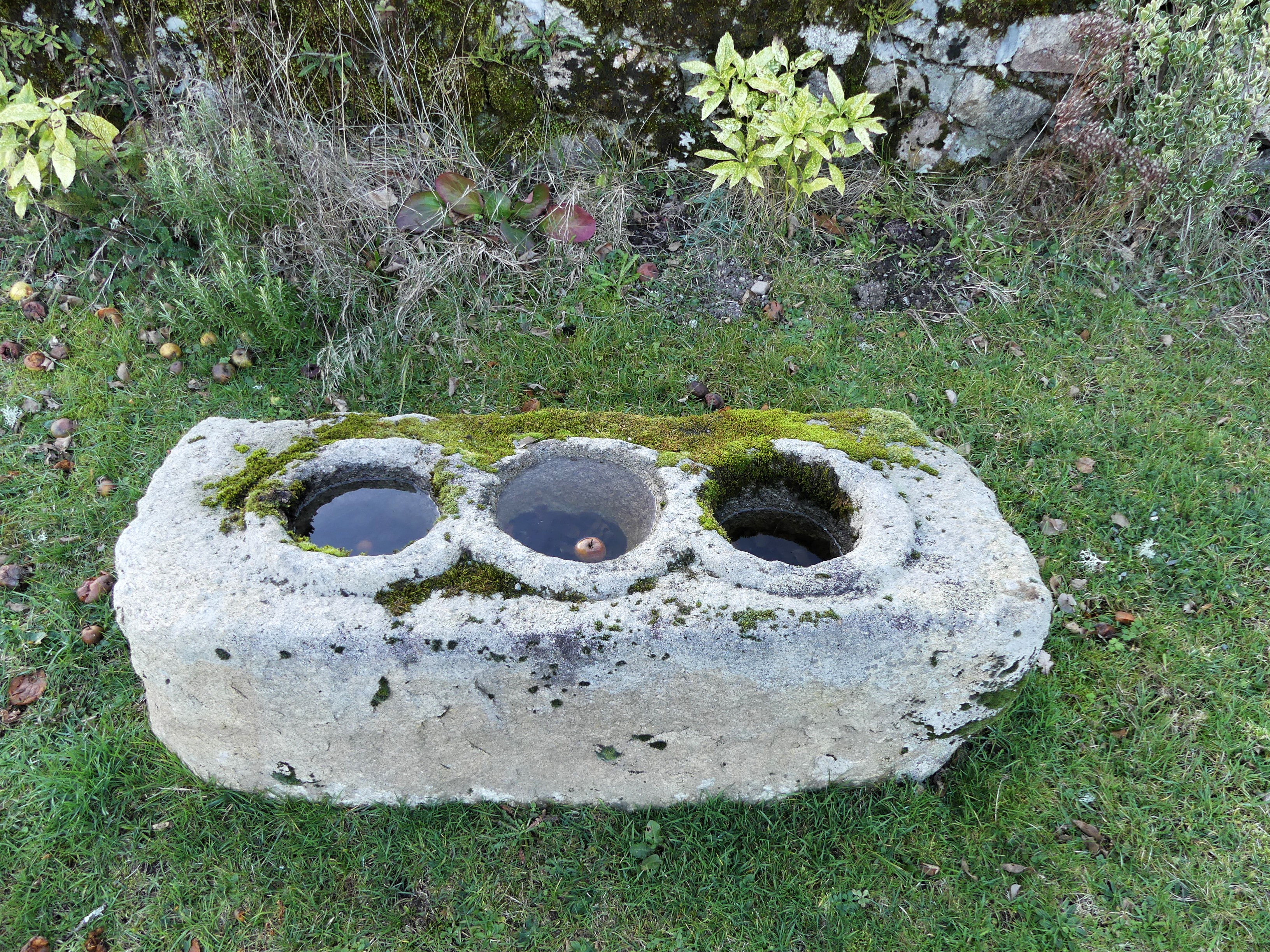
Coffre funéraire gallo-romain à trois réceptacles.

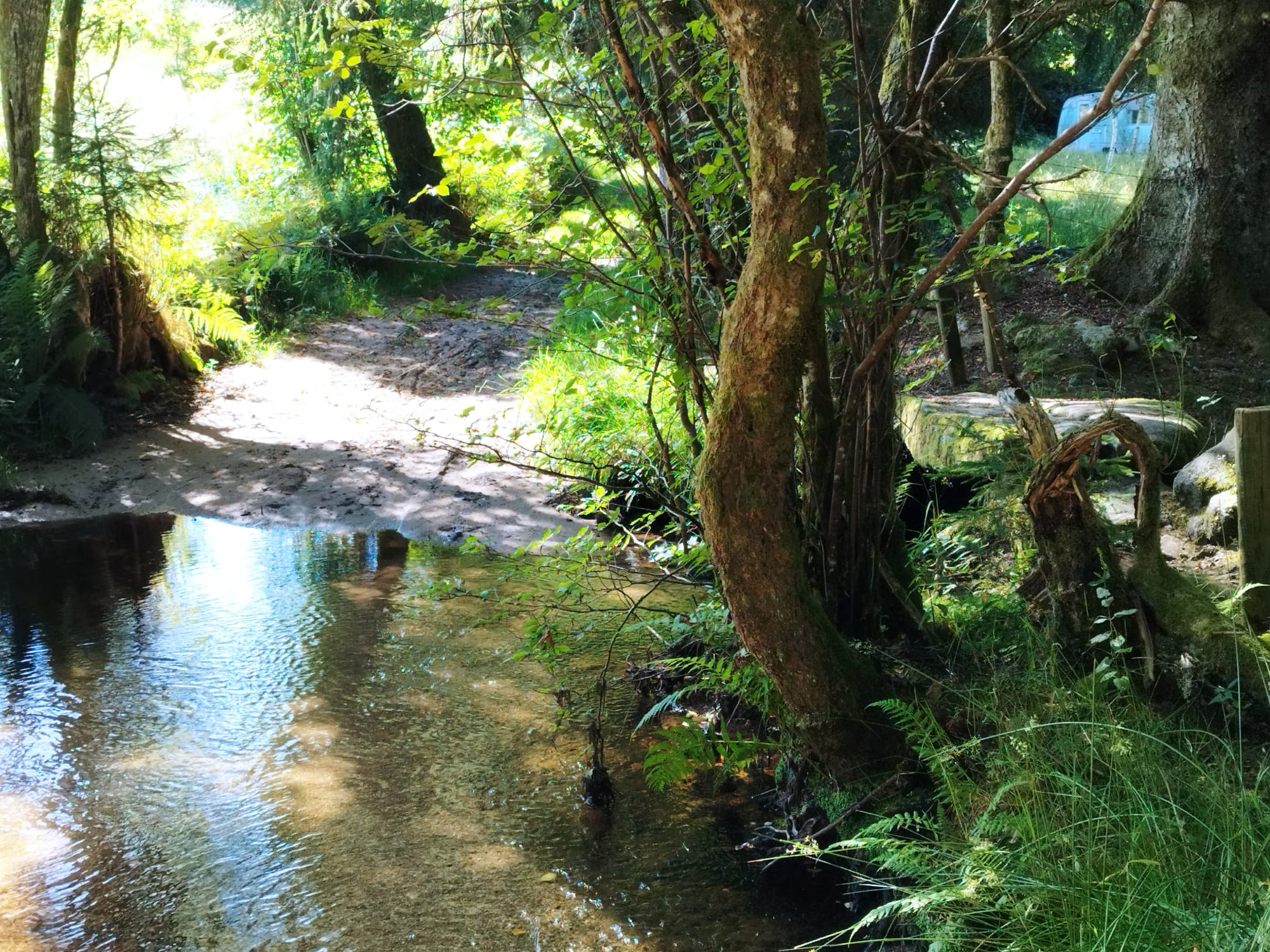
Route de Turgot dîte « Turgotière » à Viam en août 2024.

Les plus anciennes traces humaines remontent au Néolithique. Ce sont deux haches polies et des silex taillés découverts à six endroits. À la période gallo-romaine, une voie venant de Limoges traverse la commune. Sept sites correspondent à des vestiges de construction, le plus important occupant un plateau du domaine de Plazanet où une colonne double a été mise au jour. Deux sépultures à incinération ont été découvertes à proximité. L'une, datée du Ier siècle de notre ère, reposait sous une butte de terre (tumulus) de quinze mètres de diamètre. L'autre, constituée par un coffre funéraire en granite, date de la fin du IIe siècle. Un autre coffre funéraire, très particulier, comprenait trois réceptacles.
La paroisse de Viam semble attestée dès l’an mil. En 1154, une bulle du pape Adrien IV, confirme la propriété de l'église à l'abbaye de Tulle. Au village de Plazanet, seize silos, répartis en trois groupes appartenaient à une ferme de cette époque. Près du village de Monceaux, les vestiges d’un château occupent un promontoire dominant la Vézère. Au milieu du XIVe siècle, le château de Monceaux, propriété du seigneur de Murat de Tarnac, est  vendu à la famille Comte, bourgeois de Treignac qui ont été anoblis par la suite. En 1514, un Laurent de Monceaux était curé de Viam. À la fin du XVIIe siècle, Les armoiries de Pierre Comte, sieur du Monceaux de Viam, se blasonnent ainsi : d'argent à un arbre de sinople.
Entre 1761 et 1774, Turgot alors intendant de la Généralité de Limoges fait aménager une route pour relier Limoges à Bort-les-Orgues. Des traces de cette route appelée « Turgotière » sont encore présentes dans la commune.

## Économie

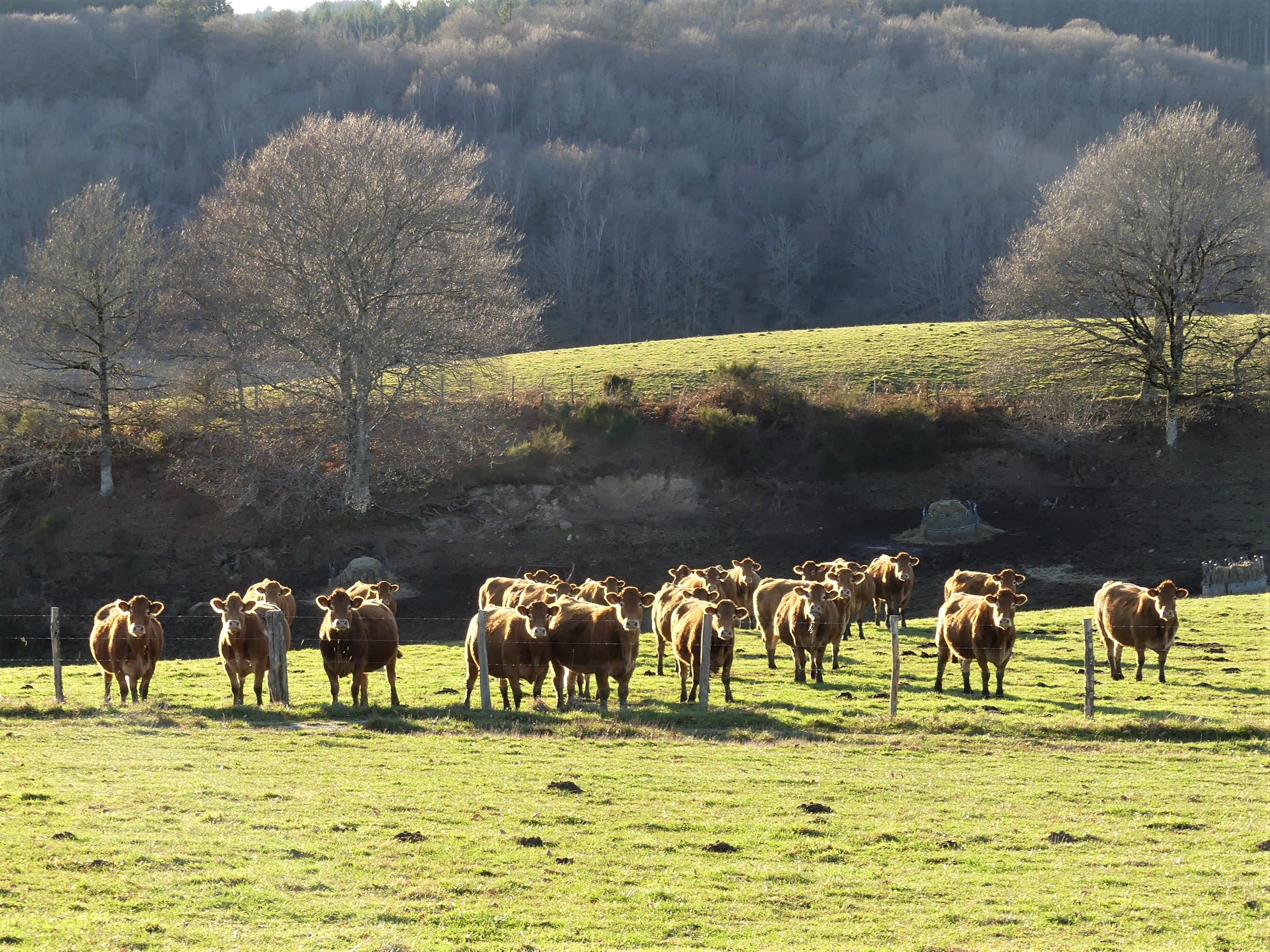
Troupeau de vaches de race limousine à Couignoux.

## Politique et administration
| Période                                  | Période  | Identité                 | Étiquette | Qualité                                             |
| ---------------------------------------- | -------- | ------------------------ | --------- | --------------------------------------------------- |
| Les données manquantes sont à compléter. |          |                          |           |                                                     |
|                                          |          |                          |           |                                                     |
| 1935                                     | 1940     | Pierre Magnaval          | SFIC      | Conseiller d'arrondissement de Treignac (1934-1936) |
|                                          |          |                          |           |                                                     |
| 1944                                     | 1983     | Pierre Magnaval          | PCF       |                                                     |
|                                          |          |                          |           |                                                     |
| mars 2001                                | 2008     | Armand Terracol          |           |                                                     |
| mars 2008                                | mai 2020 | Michèle Guillou          |           | Employée                                            |
| mai 2020                                 | En cours | Philippe Claude Senéjoux |           | Agriculteur                                         |

## Démographie
| 1793 | 1800 | 1806 | 1821 | 1831 | 1836 | 1841 | 1846 | 1851 |
| ---- | ---- | ---- | ---- | ---- | ---- | ---- | ---- | ---- |
| 750  | 541  | 643  | 601  | 671  | 729  | 796  | 767  | 845  |

| 1856 | 1861 | 1866 | 1872 | 1876 | 1881 | 1886 | 1891 | 1896 |
| ---- | ---- | ---- | ---- | ---- | ---- | ---- | ---- | ---- |
| 792  | 744  | 821  | 837  | 872  | 919  | 915  | 918  | 890  |

| 1901 | 1906 | 1911 | 1921 | 1926 | 1931 | 1936 | 1946 | 1954 |
| ---- | ---- | ---- | ---- | ---- | ---- | ---- | ---- | ---- |
| 831  | 887  | 821  | 649  | 568  | 507  | 506  | 398  | 313  |

| 1962 | 1968 | 1975 | 1982 | 1990 | 1999 | 2006 | 2007 | 2012 |
| ---- | ---- | ---- | ---- | ---- | ---- | ---- | ---- | ---- |
| 276  | 213  | 160  | 141  | 133  | 132  | 119  | 118  | 110  |

| 2017 | 2022 | - | - | - | - | - | - | - |
| ---- | ---- | - | - | - | - | - | - | - |
| 93   | 85   | - | - | - | - | - | - | - |

## Culture locale et patrimoine

### Lieux et monuments

#### Église de Viam
L'église paroissiale Saint-Martin de Viam a été probablement bâtie au XIIe siècle, comme l'évoque sa structure générale. Elle est construite sur un promontoire rocheux, tous ses murs reposant sur celui-ci.
Bien située, elle domine le lac, la place du village et les bâtiments alentour. De dimensions modestes et d’apparence sévère, elle se remarque par sa silhouette aux proportions harmonieuses, par la qualité de sa construction, par l’intérêt de son espace intérieur, par le soin de son décor sculpté et par sa polychromie.
L'église Saint-Martin a été classée monument historique en 1976.
L'église Saint-Martin est le plus ancien édifice de la commune.
Depuis le début des années 1990, plusieurs études et rapports ont mis en évidence l'urgence d'une restauration générale, de ce qui constitue la mémoire architecturale de Viam.
Pour mener à bien ce projet évalué à 683 000,00 € HT la commune a obtenu l’aide de l’État (50 %), du conseil régional du Limousin (10 %) et du conseil général de la Corrèze (17,5 %). Cependant la part à la charge de la commune reste élevée, pour ses 120 habitants.
Aussi en partenariat avec la Fondation du Patrimoine, la municipalité de Viam et l’association « Les Gens de Viam », ont décidé de lancer une grande souscription publique, qui fait appel au mécénat populaire, afin d’alléger cette charge communale. Chacun, particuliers, entreprises, professions libérales, associations, pourra participer ainsi à ce grand projet de sauvegarde et de valorisation du patrimoine national de proximité.

#### Édifices
Sur l'ensemble du territoire communal, il existe de nombreuses croix, souvent en granit et de formes diverses.

#### Barrage
Le barrage de Monceaux la Virolle a été édifié sur la Vézère.
Les travaux de construction du barrage ont débuté en 1940.
La mise en eau a été effectuée en 1946.
Quelques chiffres :
- hauteur du barrage sur fondations : 34 m ;
- superficie du lac : 183 ha ;
- volume de la retenue (côte maximale) : 20 millions de m3 ;
- débit normal de la rivière : 6,7 m3/s ;
- débit maximal de la rivière : 140 m3/s ;
- débit prise d’eau : 13 m3/s.

### Personnalités liées à la commune
- Richard Millet (1953-), écrivain et éditeur, est né à Viam.

### Héraldique
| Blason de Viam | Blason  | D'argent à un arbre arraché de sinople sommé d'une colombe de gueules, au chef d'azur à trois étoiles d'or. |
| Blason de Viam | Détails | Le statut officiel du blason reste à déterminer.                                                            |

## Galerie de photos

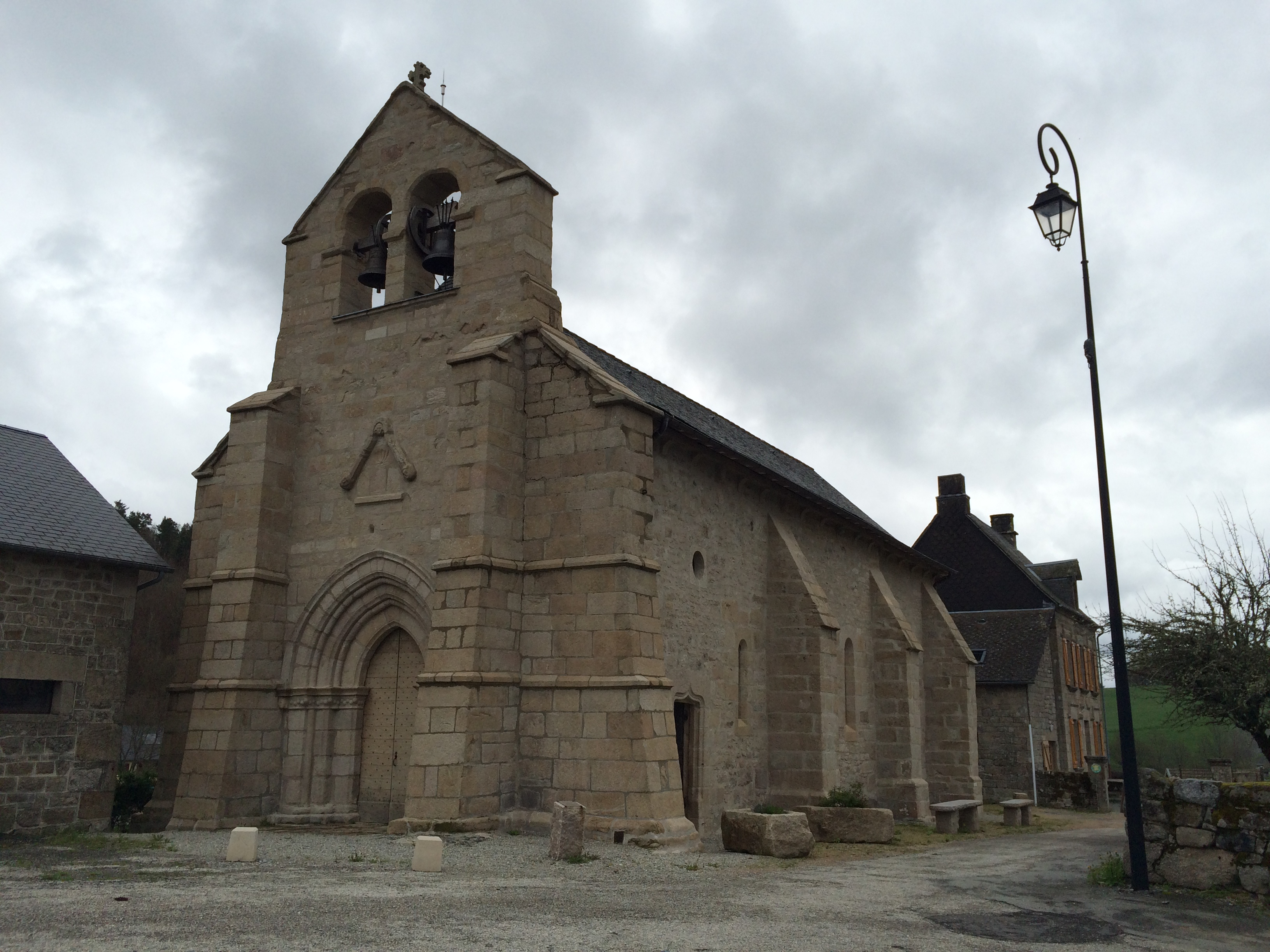
L'église Saint-Martin.
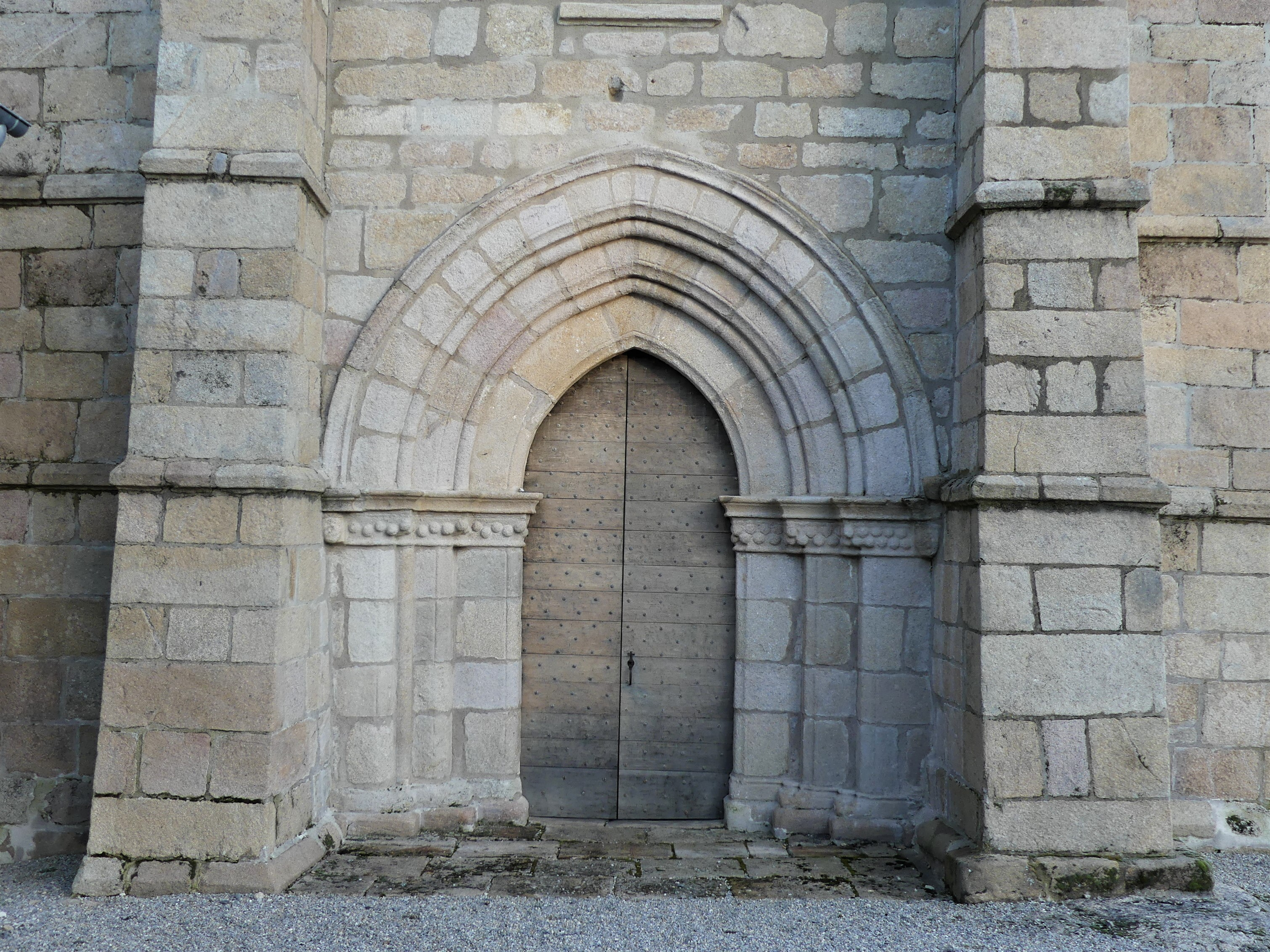
Le portail occidental de l'église.
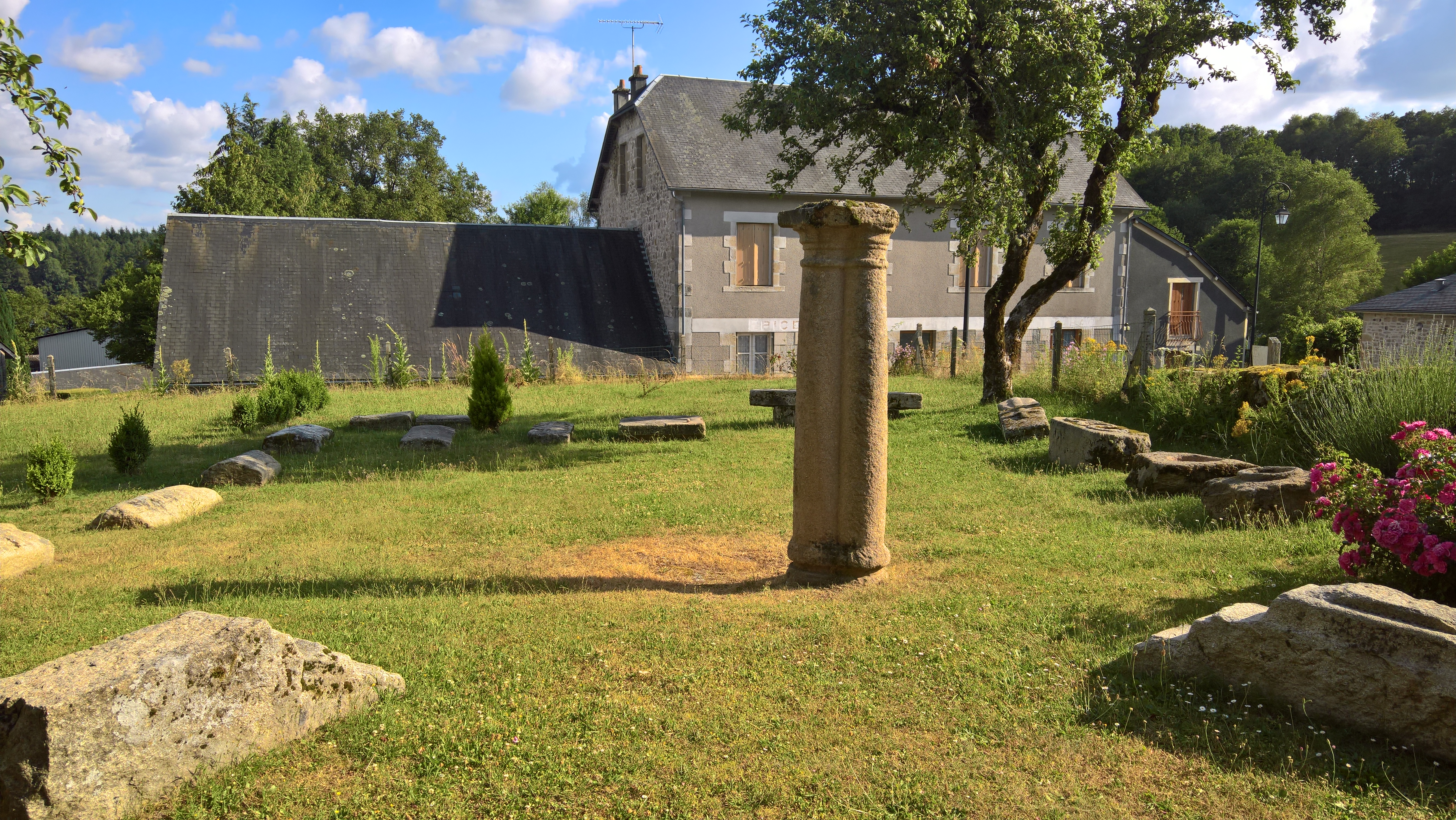
Vestiges gallo-romains.
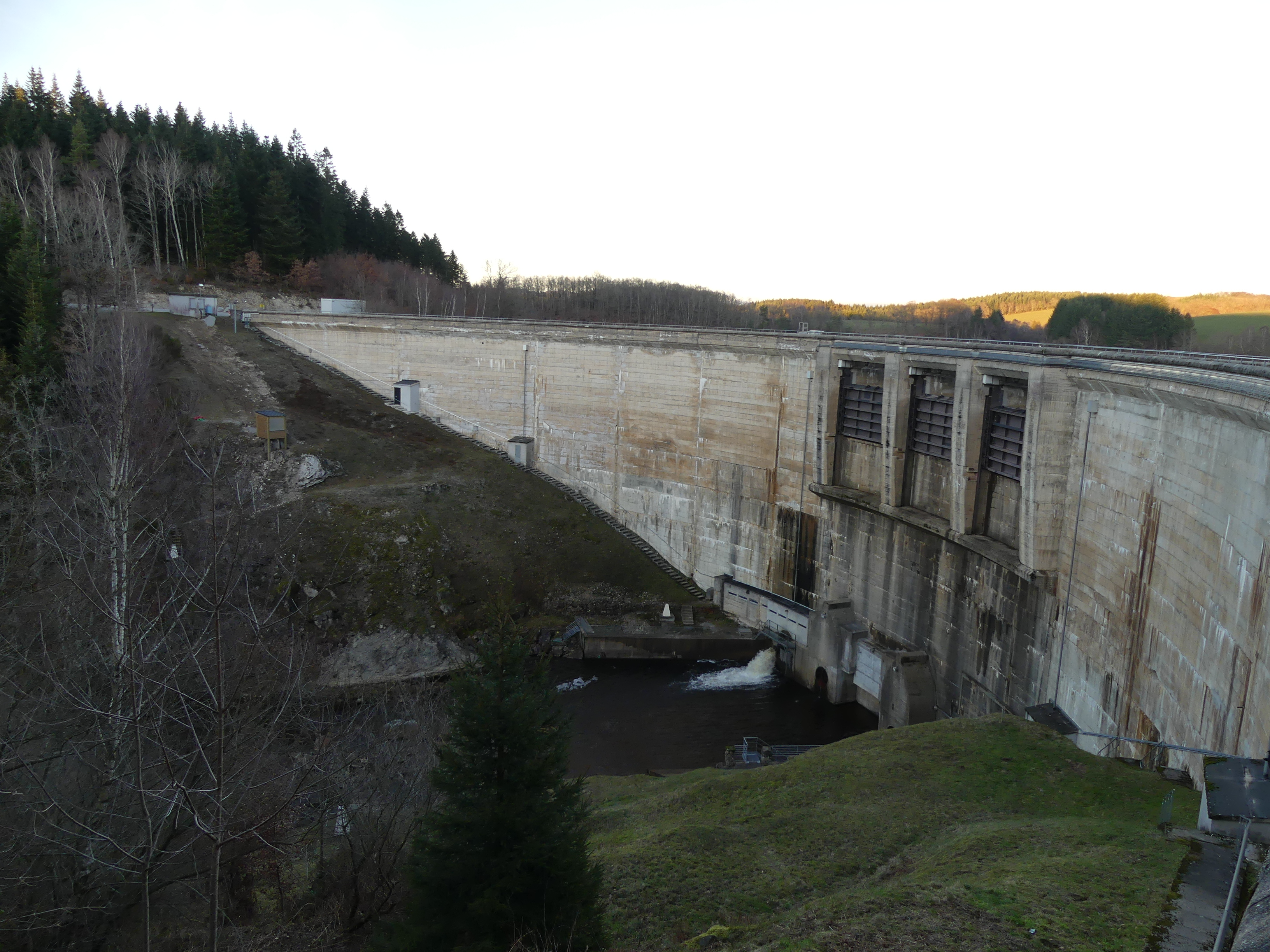
Le barrage de Monceaux la Virolle vu depuis le côté sud.
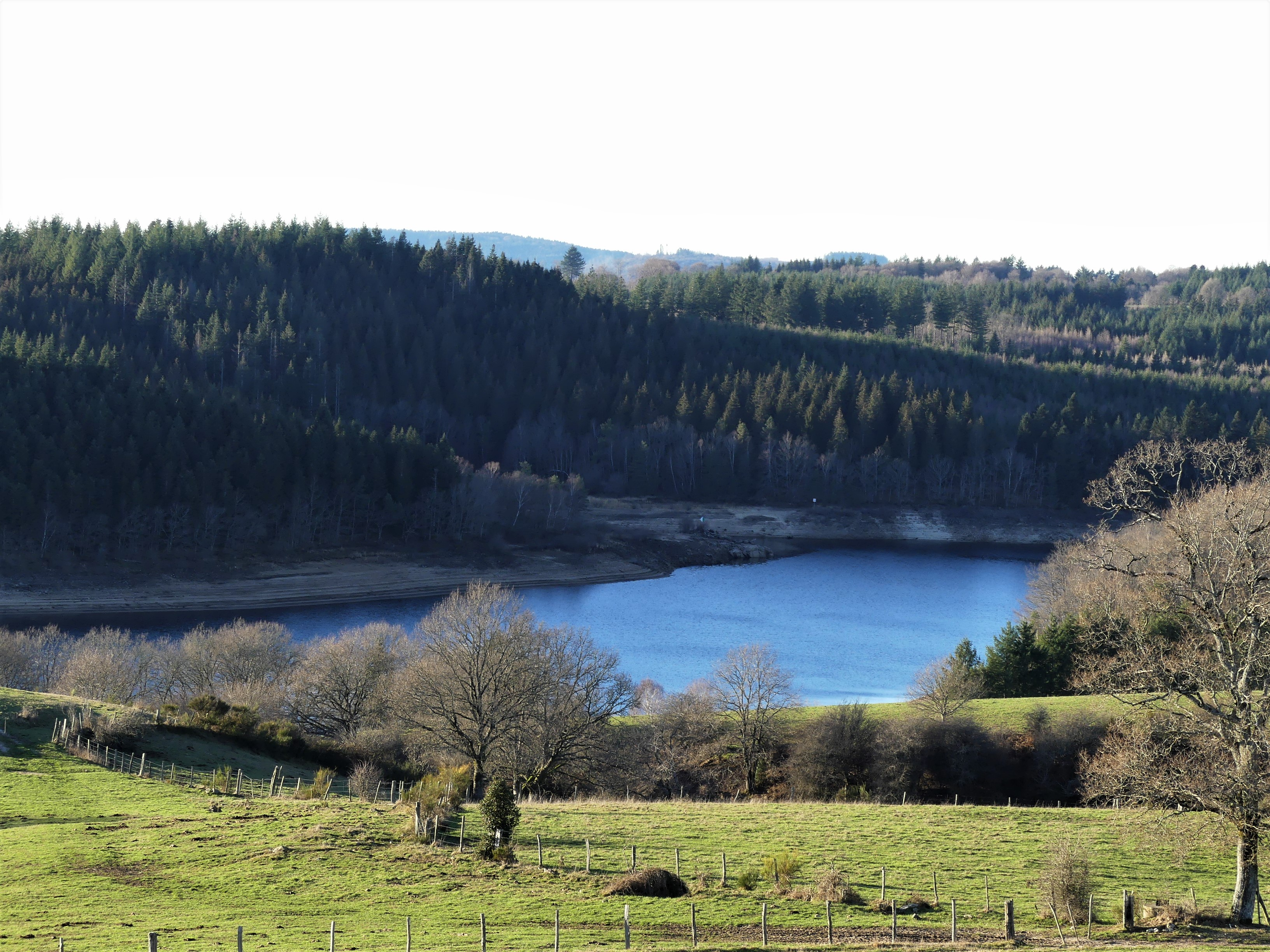
Le lac de Viam vu depuis Couignoux.